# Sangatte
Sangatte (Nederlands: Zandgate) is een plaats in het Franse Noorderdepartement bij Calais, aan de Opaalkust. De naam van het dorp is ontleend aan het Nederlandse woord zandgat. In de veertiende eeuw werd nog Zantgate geschreven.  Sangatte telde op 1 januari 2022 4.755 inwoners.

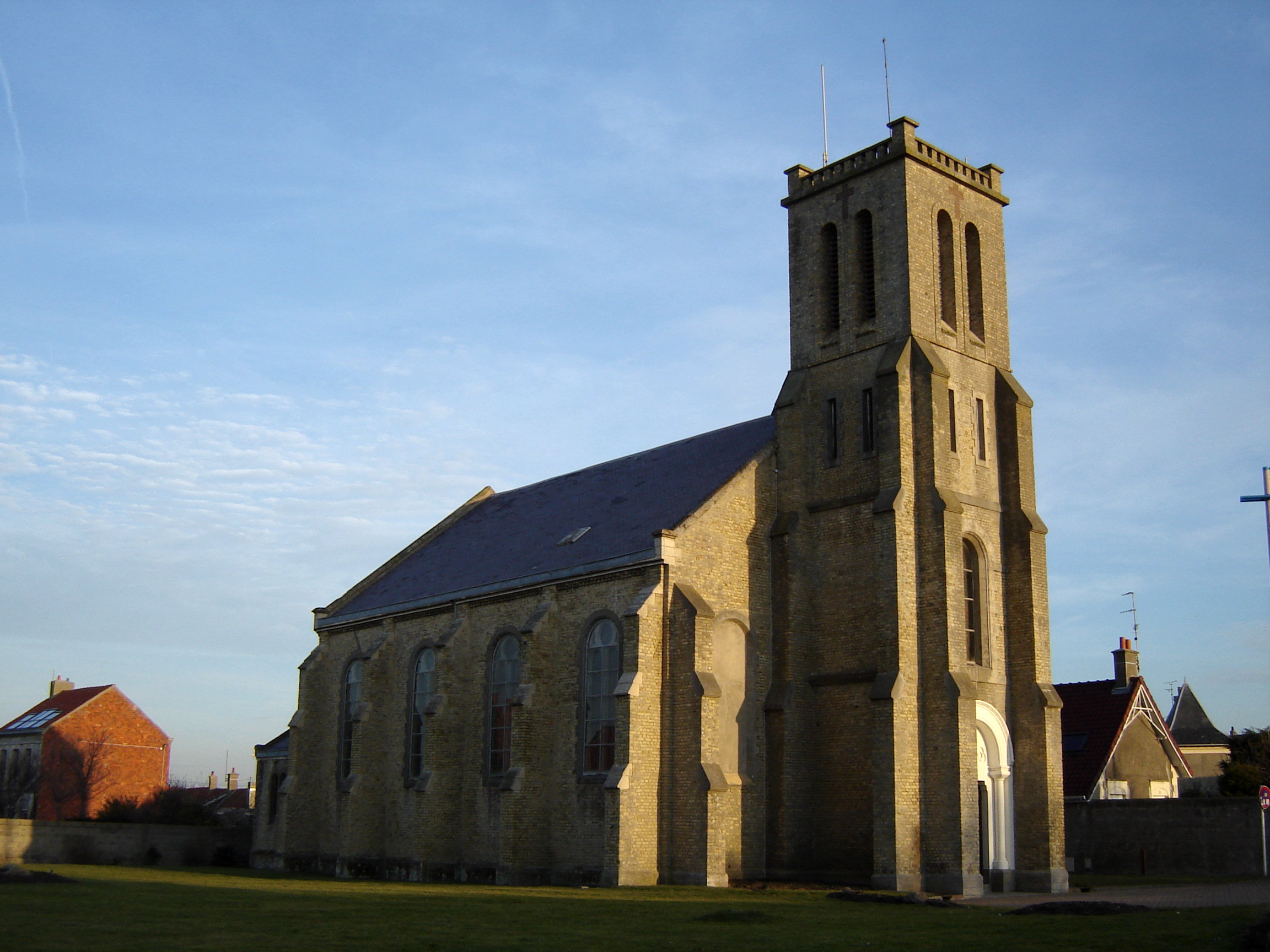
Sint-Martinuskerk

In het oosten van de gemeente, tegen Calais, ligt het gehucht Blériot-Plage; de vroegere naam was Baraques, de huidige is gegeven als eerbetoon aan de luchtvaartpionier Louis Blériot.
Sangatte kwam in de internationale belangstelling naar aanleiding van de bouw van de Kanaaltunnel tussen Frankrijk en Engeland. Sangatte is tevens het eindstation van het HVDC-netwerk, dat het knooppunt vormt tussen het Britse en Europese hoogspanningsnetwerk. Voorts kwam het dorp ook in de belangstelling door het nabijgelegen vluchtelingenkamp, dat in de volksmond vooral bekend was onder de naam "Sans-gate", van waaruit asielzoekers onophoudelijk probeerden Engeland te bereiken. In november 2002 werd dit vluchtelingenkamp door Frankrijk, op instigatie van het Verenigd Koninkrijk gesloten. Hierbij speelden redenen als criminaliteit een grote rol. In 2009 verbleven veel vluchtelingen in zelfgemaakte tenten in de duinen - een kamp dat bekend werd onder de naam La Jungle.

## Geschiedenis
Er bestaan theorieën dat vanuit Sangatte Romeinse troepen zijn overgestoken om Engeland te bezetten.
Sangatte werd voor het eerst vermeld in 1118, als Sangata. Het was een heerlijkheid waarvan Boudewijn van Guînes, zoon van Boudewijn III van Guînes, begin 13e eeuw de heer was. In 1360 werd Sangatte aan de Engelsen overgedragen, en 1558 werd het heroverd door de Fransen.
In 1614 vond er een zware overstroming plaatsː de dijk brak door en het water kwam tot nabij Guînes. Ook in 1720 vond een dijkdoorbraak plaats waarbij de zee Fort-Nieulay bereikte. In 1767 vond opnieuw een dijkdoorbraak plaats.
Napoleon heeft van hieruit geprobeerd Engeland te veroveren. Hij had er zijn troepen verzameld in een legerkamp waar thans nog een gedenknaald staat.
In 1909 stak Louis Blériot hier als eerste per vliegtuig het Nauw van Calais over. Dit geschiedde bij Les Baraques, het huidige Blériot-Plage.
Tijdens de Tweede Wereldoorlog werd hier vanaf 1941 aan de Batterij Lindemann gebouwd door Belgische krijgsgevangenen en Joodse gevangenen, werkend voor de Organisation Todt. Er waren drie grote kanonnen, die in 1944 door de Canadezen buiten gevecht werden gesteld.
Sangatte was het toneel van schipbreuken, en in 1994 kwam de Kanaaltunnel gereed. Op het grondgebied van de gemeente bevond zich de fabriek voor tunnelelementen.

## Bezienswaardigheden
- Sint-Martinuskerk (Église Saint-Martin)
- Overblijfselen van de Atlantikwall
- Puits de Sangatte, overblijfselen van vroegere pogingen om een Kanaaltunnel aan te leggen
- Overblijfselen van Fort Lapin bij Blériot-Plage
- De Lulène was een Romeinse heerbaan van Thérouanne naar Sangatte, die ook in de Middeleeuwen nog werd gebruikt vor het verkeer van en naar Engeland. Enkele rechte trajecten zijn daar nog van overgebleven.
- Obelisk van Cap Blanc-Nez
- de Britse militaire begraafplaats Les Baraques Military Cemetery.

## Natuur en landschap
De oppervlakte van Sangatte bedroeg op 1 januari 2022 14,28 vierkante kilometer; de bevolkingsdichtheid was toen 333 inwoners per km².
Sangatte ligt aan de kust van het Nauw van Calais, slechts ruim 30 km verwijderd van Groot-Brittannië. De plaats ligt in het uiterste westen van de Vlaamse laagvlakte, die hier overgaat in een landschap van krijtrotsen. De kust met duinen en zandstrand gaat over in een klifkust, en daar is ook Cap Blanc-Nez te vinden, bestaande uit wit krijt. De hoogte varieert van 0 tot 151 meter. Van Cap Blanc-Nez zuidwestwaarts gaat men richting Cap Gris-Nez en het ensemble van beide kapen vormt de Grand Site des Deux Caps, een belangrijk onderdeel van het Parc naturel régional des caps et marais d'Opale. Van geologisch belang is ook de Falaise fossile de Sangatte.
Het Dune de Fort-Mahon is een beschermd natuurgebied dat ook veel overblijfselen van de Atlantikwall omvat.

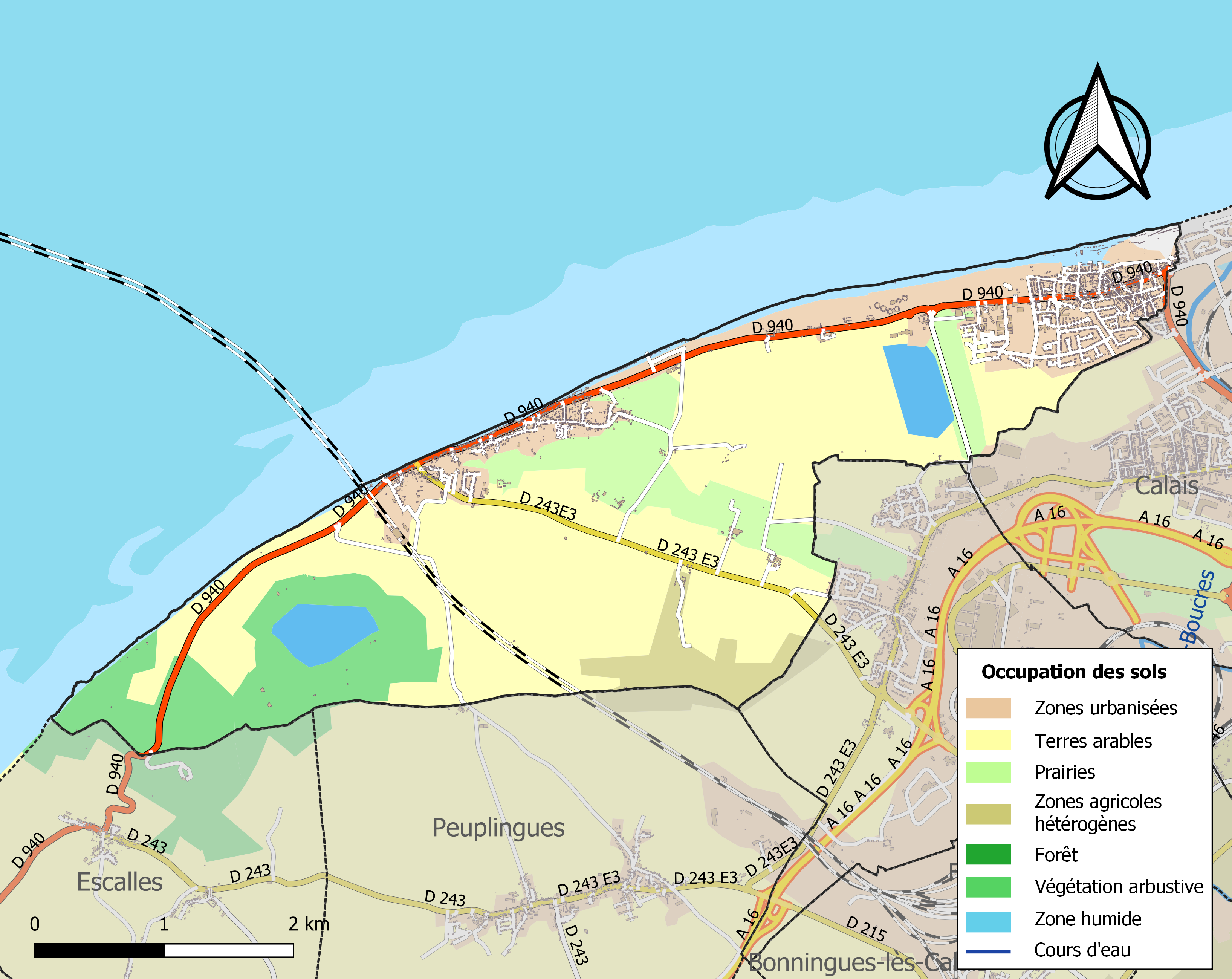
Kaart van de gemeente met belangrijkste infrastructuur, bodemgebruik en omliggende gemeenten

## Demografie
Onderstaande figuur toont het verloop van het inwoneraantal van Sangatte vanaf 1962.

Bron: Frans bureau voor statistiek. Cijfers inwoneraantal volgens de definitie population sans doubles comptes (zie de gehanteerde definities)

## Partnerstad
- Sandgate (Kent), Verenigd Koninkrijk

## Nabijgelegen kernen
Escalles, Peuplingues, Coquelles, Blériot-Plage